# Aksy
Aksy est une petite ville du nord du Kirghizistan, dans la Province de Tchouï.
Elle a fait irruption dans l'actualité en 2002 quand la police et des milices ont tiré dans une foule de manifestants dépourvus d'armes, en tuant cinq. Les manifestations avaient été provoquées par un conflit politique entre un membre local du parlement, Azimbek Beknazarov, et le président kyrgize Askar Akaïev sur un accord avec la Chine qui cédait une partie du territoire dans la haute chaîne du Tien Shan à la Chine.
Beknazarov est resté un ennemi politique implacable de Akaïev. À la faveur de la révolution des Tulipes de mars 2005 qui envoya Akaïev en exil en Russie, il fut nommé procureur général de la république kyrgize et a mené une campagne déterminée contre Akaïev et sa famille, pour le retour de l'essentiel de la fortune amassée par la famille de l'ancien président et pour une abrogation de l'immunité à vie d'Akaïev. Il a démissionné en septembre 2005 de son poste car il y avait des suspicions concernant de possibles transactions financières secrètes en échange d'arrêts prématurés des investigations dans d'autres affaires.